# فرندشیپ (کنتاکی)
فرندشیپ (به انگلیسی: Friendship) یک منطقهٔ مسکونی در ایالات متحده آمریکا است که در شهرستان کالدول، کنتاکی واقع شده‌است. فرندشیپ ۱۶۰٫۹۴ متر بالاتر از سطح دریا قرار دارد.